# Barangan
Barangan is een bestuurslaag in het regentschap Indragiri Hulu van de provincie Riau, Indonesië. Barangan telt 427 inwoners (volkstelling 2010).